# Blog 27
Blog 27 est un groupe de pop polonais.

## Début de carrière
À l'origine, Blog 27 était formé de Alicja Boratyn et Tola Szlagowska.
Le nom du groupe vient du fait que les deux jeunes filles adorent les blogs et qu'elles sont toutes les deux nées le 27 novembre 1992.
Leurs carrières débuta en été 2005, lorsqu'elle avait 13 ans, avec une reprise de la chanson Uh La La La qui devient le tube de l'été polonais. Leur deuxième single Hey Boy (Get your ass up) sort la même année et cartonne également.
L'album LOL sort cette même année et atteint les 100 000 ventes et atteint les premières places des charts polonais. Il sera confirmé double platine.
Leurs singles atteignent tous le top 3 dans les charts polonais. Le plus gros succès est Wid Out Ya qui restera 4 semaines à la première place.
Début 2006, Blog 27 part en tournée avec Tokio Hotel. Leur singles sont édités en Allemagne, Suisse et Autriche et Uh La La est même édité en France, Italie, Hongrie et Japon.
5 singles furent édités de cet album en Pologne : Uh La La La, Hey Boy (Get Your Ass Up), Wid Out Ya, 'I still don't know Ya' et Who I am.

## Séparation et suite
Le 18 octobre 2006, Ala annonce son départ de Blog 27. Elle se lance dans une carrière solo.
Tola continue l'aventure avec les musiciens et un nouvel album sort le 18 avril 2008 : Before I'll Die.

## Récompenses et nominations
| Year | Award                                  | Result | Category                                  |
| ---- | -------------------------------------- | ------ | ----------------------------------------- |
| 2006 | Bravoora                               | nommé  | Group of the Year                         |
| 2006 | Mikrofon Popcornu                      | nommé  | Debut of the Year                         |
| 2006 | Eska Music Awards                      | nommé  | Debut of the Year                         |
| 2006 | Róża Gali                              | nommé  | Debut of the Year                         |
| 2006 | Festival Jedynki                       | nommé  | Best POP Album: <LOL>                     |
| 2006 | Superjedynki                           | nommé  | Best Summer Song: "I Still Don't Know Ya" |
| 2006 | MTV Europe Music Awards                | Gagné  | Best Polish Act                           |
| 2006 | Jetix Kids Awards                      | nommé  | Best Polish Group                         |
| 2007 | EBBA (European Border Breakers Awards) | Gagné  | Best Polish Album <LOL>                   |
| 2007 | Bravoora                               | nommé  | Group of the Year 8th place               |
| 2007 | Mikrofon Popcornu                      | nommé  | Group of the Year 2nd place               |
| 2007 | TOPtrendy Sopot Festival               | nommé  | Best Polish Album (sales) 2nd place       |
| 2007 | Superjedynki                           | nommé  | Best Polish Group                         |
| 2007 | Viva Comet                             | nommé  | Image of the Year                         |

## Discographie
| Year | Title           | Information                                                                             |
| ---- | --------------- | --------------------------------------------------------------------------------------- |
| 2005 | <LOL>           | - 1er album - Ventes : 200 000+ - PL Certifications : 2 x Platine - Réédition : 2006 x2 |
| 2008 | Before I'll die | - 2d album - Ventes : 15 000+ - PL Certifications : Or - Réédition : -                  |

### Singles
- Uh La La La (2005)
- Hey Boy (Get Your Ass Up) (2005)
- Wid Out Ya (2006)
- I Still Don't Know Ya (2006, Polish release only)
- Who I Am (2006)
- Cute (I'm not Cute) (2008)
- Fuck U! (2008)

### DVD
- LOL DVD (2006)